# Funkcja wynikowa (statystyka)
Funkcja wynikowa (ang. score lub informant) –  gradient logarytmu funkcji wiarygodności względem wektora parametrów. Funkcja wynikowa wykorzystywana jest w statystyce matematycznej przede wszystkim jako podstawa estymacji metodą największej wiarygodności i testów statystycznych (tzw. testów wynikowych, opartych na statystyce wynikowej, ang. score tests). 

## Definicja
Funkcja wynikowa to gradient (wektor pochodnych cząstkowych) logarytmu naturalnego funkcji wiarygodności, {\displaystyle \log {\mathcal {L}}(\theta ;x)}, względem m-wymiarowego wektora parametrów {\displaystyle \theta }.
{\displaystyle s(\theta ;x)\equiv {\frac {\partial \log {\mathcal {L}}(\theta ;x)}{\partial \theta }}}

## Właściwości

### Średnia
Chociaż funkcja wynikowa jest funkcją wektora {\displaystyle \theta }, zależy też od wektora obserwacji {\displaystyle \mathbf {x} =(x_{1},x_{2},\ldots ,x_{T})} dla którego jest wyznaczana; uwzględniając losowy charakter próbkowania, można wyznaczyć jej wartość oczekiwaną. Przy pewnych warunkach regularności funkcji gęstości zmiennych losowych wartość oczekiwana funkcji wynikowej dla prawdziwej wartości parametru {\displaystyle \theta }, wynosi zero. Można to wykazać, traktując funkcję wiarygodności {\displaystyle {\mathcal {L}}} jak funkcję gęstości prawdopodobieństwa: {\displaystyle {\mathcal {L}}(\theta ;x)=f(x;\theta )}. Niech {\displaystyle {\mathcal {X}}} oznacza przestrzeń próbek. Wtedy:
{\displaystyle {\begin{aligned}\operatorname {E} (s\mid \theta )&=\int _{\mathcal {X}}f(x;\theta ){\frac {\partial }{\partial \theta }}\log {\mathcal {L}}(\theta ;x)\,dx\\[6pt]&=\int _{\mathcal {X}}f(x;\theta ){\frac {1}{f(x;\theta )}}{\frac {\partial f(x;\theta )}{\partial \theta }}\,dx=\int _{\mathcal {X}}{\frac {\partial f(x;\theta )}{\partial \theta }}\,dx\end{aligned}}}
Przyjęte warunki regularności pozwalają na zamianę pochodnej i całki (patrz twierdzenie Leibniza (o różniczkowaniu pod znakiem całki), stąd powyższe jest równe:
{\displaystyle {\frac {\partial }{\partial \theta }}\int _{\mathcal {X}}f(x;\theta )\,dx={\frac {\partial }{\partial \theta }}1=0.}
Oczekiwana wartość wyniku przy prawdziwej wartości parametru {\displaystyle \theta } wynosi zero, co oznacza, że gdyby ktoś wielokrotnie pobierał próbki z pewnego rozkładu i wielokrotnie obliczał wartość funkcji wynikowej, średnia wartość wyników będzie zbliżać się do zera.

### Wariancja
Wariancja funkcji wynikowej, {\displaystyle \operatorname {Var} (s(\theta ))=\operatorname {E} (s(\theta )s(\theta )^{\mathsf {T}})}, można być wyprowadzona z powyższego wyrażenia dla wartości oczekiwanej.
{\displaystyle {\begin{aligned}0&={\frac {\partial }{\partial \theta ^{\mathsf {T}}}}\operatorname {E} (s\mid \theta )\\[6pt]&={\frac {\partial }{\partial \theta ^{\mathsf {T}}}}\int _{\mathcal {X}}{\frac {\partial \log {\mathcal {L}}(\theta ;X)}{\partial \theta }}f(x;\theta )\,dx\\[6pt]&=\int _{\mathcal {X}}{\frac {\partial }{\partial \theta ^{\mathsf {T}}}}\left\{{\frac {\partial \log {\mathcal {L}}(\theta ;X)}{\partial \theta }}f(x;\theta )\right\}\,dx\\[6pt]&=\int _{\mathcal {X}}\left\{{\frac {\partial ^{2}\log {\mathcal {L}}(\theta ;X)}{\partial \theta \,\partial \theta ^{\mathsf {T}}}}f(x;\theta )+{\frac {\partial \log {\mathcal {L}}(\theta ;X)}{\partial \theta }}{\frac {\partial f(x;\theta )}{\partial \theta ^{\mathsf {T}}}}\right\}\,dx\\[6pt]&=\int _{\mathcal {X}}{\frac {\partial ^{2}\log {\mathcal {L}}(\theta ;X)}{\partial \theta \partial \theta ^{\mathsf {T}}}}f(x;\theta )\,dx+\int _{\mathcal {X}}{\frac {\partial \log {\mathcal {L}}(\theta ;X)}{\partial \theta }}{\frac {\partial f(x;\theta )}{\partial \theta ^{\mathsf {T}}}}\,dx\\[6pt]&=\int _{\mathcal {X}}{\frac {\partial ^{2}\log {\mathcal {L}}(\theta ;X)}{\partial \theta \,\partial \theta ^{\mathsf {T}}}}f(x;\theta )\,dx+\int _{\mathcal {X}}{\frac {\partial \log {\mathcal {L}}(\theta ;X)}{\partial \theta }}{\frac {\partial \log {\mathcal {L}}(\theta ;X)}{\partial \theta ^{\mathsf {T}}}}f(x;\theta )\,dx\\[6pt]&=\operatorname {E} \left({\frac {\partial ^{2}\log {\mathcal {L}}(\theta ;X)}{\partial \theta \,\partial \theta ^{\mathsf {T}}}}\right)+\operatorname {E} \left({\frac {\partial \log {\mathcal {L}}(\theta ;X)}{\partial \theta }}\left[{\frac {\partial \log {\mathcal {L}}(\theta ;X)}{\partial \theta }}\right]^{\mathsf {T}}\right)\end{aligned}}}
Stąd wariancja wyniku jest równa ujemnej wartości oczekiwanej macierzy Hessego logarytmu funkcji wiarygodności.
{\displaystyle \operatorname {E} (s(\theta )s(\theta )^{\mathsf {T}})=-\operatorname {E} \left({\frac {\partial ^{2}\log {\mathcal {L}}}{\partial \theta \,\partial \theta ^{\mathsf {T}}}}\right)}
Ten ostatni wynik znany jest pod nazwą informacja Fishera, co często oznacza się {\displaystyle {\mathcal {I}}(\theta )}. 

## Przykład

### Proces Bernoulliego
Załóżmy, że w pierwszych n próbach procesu Bernoulliego, w którym prawdopodobieństwo sukcesu wynosiło θ, sukces wystąpił A razy, zaś pozostałe B prób okazało się porażkami, 
Funkcja wiarygodności {\displaystyle {\mathcal {L}}} to:
{\displaystyle {\mathcal {L}}(\theta ;A,B)={\frac {(A+B)!}{A!B!}}\theta ^{A}(1-\theta )^{B},}
więc funkcja wynikowa ma postać:
{\displaystyle s={\frac {\partial \log {\mathcal {L}}}{\partial \theta }}={\frac {1}{\mathcal {L}}}{\frac {\partial {\mathcal {L}}}{\partial \theta }}={\frac {A}{\theta }}-{\frac {B}{1-\theta }}.}
Teraz możemy sprawdzić, czy oczekiwany wynik wynosi zero. Zauważmy, że wartość oczekiwana A to nθ, a wartość oczekiwana B wynosi n (1 − θ ), stąd wartość oczekiwana s wynosi
{\displaystyle E(s)={\frac {n\theta }{\theta }}-{\frac {n(1-\theta )}{1-\theta }}=n-n=0.}
Możemy również sprawdzić wariancję {\displaystyle s}. Wiemy, że B = n − A, zaś wariancja A wynosi nθ (1 − θ ), stąd wariancja s wynosi
{\displaystyle {\begin{aligned}\operatorname {var} (s)&=\operatorname {var} \left({\frac {A}{\theta }}-{\frac {n-A}{1-\theta }}\right)=\operatorname {var} \left(A\left({\frac {1}{\theta }}+{\frac {1}{1-\theta }}\right)\right)\\&=\left({\frac {1}{\theta }}+{\frac {1}{1-\theta }}\right)^{2}\operatorname {var} (A)={\frac {n}{\theta (1-\theta )}}.\end{aligned}}}